# The Rebound
The Rebound er en amerikansk romantisk komedie fra 2009, instrueret af Bart Freundlich. Hovedrollerne spilles af Catherine Zeta-Jones og Justin Bartha.

## Rolleliste
| Karakter         | Skuespiller               |
| ---------------- | ------------------------- |
| Sandy            | Catherine Zeta-Jones      |
| Aram Finklestein | Justin Bartha             |
| Trevor           | John Schneider            |
| Roberta          | Joanna Gleason            |
| Frank            | Andrew Cherry-Jake Cherry |
| Sadie            | Kelly Gould               |

## Filmmusik
Følgende musiktitler optræder i filmen:
- And So It Goes – Big Band Tony Liberto
- Every Time You Go Away –  Hall & Oates
- Monk's Feathers – Brad Hatfield
- Crazy World – J Majik, Wickaman und Kathy Brown
- Israelites – Desmond Dekker & The Aces
- When It Rains I'm Yours – Jeff Meegan